# خورخي بونس
خورخي بونس (بالإسبانية: Jorge Fidel Ponce)‏ هو عداء سريع هندوراسي، ولد في 30 نوفمبر 1967.

## وصلات خارجية
- خورخي بونس على موقع الاتحاد الدولي لألعاب القوى (الإنجليزية)
- خورخي بونس على موقع اللجنة الأولمبية الدولية (الإنجليزية)
- خورخي بونس على موقع أوليمبيديا (الإنجليزية)